# Прва лига Југославије у кошарци 1968/69.
Прва лига Југославије у кошарци 1968/69. је било 25. првенство СФРЈ у кошарци. Титулу је освојила Црвена звезда.

## Табела
|     | Тим                 | Игр. | Поб. | Нер. | П+   | П-   | Бод |
| --- | ------------------- | ---- | ---- | ---- | ---- | ---- | --- |
| 1.  | Црвена звезда       | 22   | 19   | 3    | 1900 | 1647 | 38  |
| 2.  | Олимпија            | 22   | 17   | 5    | 1967 | 1710 | 34  |
| 3.  | Југопластика        | 22   | 16   | 6    | 1905 | 1735 | 32  |
| 4.  | Задар               | 22   | 13   | 9    | 1765 | 1600 | 26  |
| 5.  | Локомотива Загреб   | 22   | 13   | 9    | 1856 | 1831 | 26  |
| 6.  | Партизан            | 22   | 12   | 10   | 1751 | 1668 | 24  |
| 7.  | Борац Чачак         | 22   | 11   | 11   | 1593 | 1731 | 22  |
| 8.  | ОКК Београд         | 22   | 10   | 12   | 1618 | 1656 | 20  |
| 9.  | Жељезничар Карловац | 22   | 9    | 13   | 1519 | 1617 | 18  |
| 10. | Работнички          | 22   | 7    | 15   | 1583 | 1850 | 14  |
| 11. | Раднички Београд    | 22   | 5    | 17   | 1698 | 1850 | 10  |
| 12. | Слован              | 22   | 0    | 22   | 1553 | 2088 | 0   |

## Састав шампиона
| Екипа         | Играчи | Тренер           |
| ------------- | --- | ---------------- |
| Црвена звезда | Мирослав Тодосијевић, Иван Сарјановић, Мирослав Пољак, Владимир Цветковић, Александар Станимировић, Драган Капичић, Љубодраг Симоновић, Драгиша Вучинић, Срђан Шкулић, Тихомир Павловић, Зоран Славнић, Зоран Лазаревић, Дубравко Капетановић, Слободан Поповић, Драгослав Илић | Милан Бјегојевић |